# Anni (Film)
Anni ist ein österreichischer Spielfilm aus dem Jahre 1948 von Max Neufeld mit Elfie Mayerhofer in den Titelrolle sowie Josef Meinrad und Siegfried Breuer in den männlichen Hauptrollen.

## Handlung
Österreich-Ungarn um 1900. Der Wiener Alexander Radkofsky ist ein gefeierter Pianist, der sich aber (vor allein der Damenwelt) auch einen Namen als Charmeur und Verführer gemacht hat. Als er eines Tages wieder in die österreichische Hauptstadt heimkehrt, lernt er eine junge Frau kennen, die ihn fatal an seine einst von ihm sitzengelassene Jugendliebe Anni erinnert. Ohne zu wissen, dass es sich bei jenem Mädchen um seine und Annis Tochter handelt, erzählt er ihr in einer Rückblende seine Lebensgeschichte, in der Anni einst eine große Rolle gespielt hatte. Radkofsky hatte die Titelheldin auf einem Fest kennen gelernt und war, wie die Art des Casanovas ist, recht schnell in Liebe entbrannt. Doch er, der unstete Künstler, war in Liebesdingen noch nie ein Freund von Beständigkeit und verließ Anni nach einer gemeinsamen Nacht wieder. 
Anni derart im Stich gelassen, heiratete daraufhin einen anderen Mann. Als sie und Radkofsky sich später wieder sahen, flammten die alten Gefühle wieder auf, und Radkofsky wollte „seine“ Anni kurzerhand zu seinem nächsten Konzert, das ihn bis nach New York führen sollte, mitnehmen. Da Anni aber in der Zwischenzeit (wenngleich nicht sehr glücklich) verheiratet war und sich nicht unmoralisch oder gar ehebrecherisch verhalten wollte, lehnte sie sein Ansinnen an. Anni reifte zu einer talentierten Sängerin heran und trat schließlich selbst in New York, an der Metropolitan Opera, auf. Als sie erfuhr, dass ihre Jugendliebe Alexander Radkofsky zwischenzeitlich ebenfalls geheiratet hatte, brach sie zusammen und starb in den Armen des geliebten Mannes.

## Produktionsnotizen
Anni entstand Anfang 1948 in den Wiener Rosenhügel-Ateliers sowie in Wien selbst. Die Uraufführung erfolgte am 4. Juni 1948 in der österreichischen Hauptstadt, die deutsche Premiere war am 25. Dezember 1948 in Wuppertal, Krefeld und Unna.
Filmproduzent Heinrich Haas übernahm auch die Produktionsleitung. Fritz Jüptner-Jonstorff entwarf die Filmbauten. Für den Ton zeichnete Max Vernooij verantwortlich.

## Kritiken
“In diesem Belle-Époque-Stück geht es um die Zeit zwischen der Verführung der jungen Anni durch den Pianisten Radkofsky und ihrem Wiedersehen Jahre später. Viel hat sich verändert in ihrem Leben – aber auch die Gefühle für einen Herrenreitertyp, der die Damen zu nehmen beliebt, wie sie sich ihm hingeben? Was tut die Zeit mit den Menschen? Was tat das Arbeiten außerhalb Österreichs mit Max Neufeld, der mit diesem Werk in seine Heimat zurückkehrte – und sich dort, will man der Frostigkeit dieser »Wiener Ballade« glauben, wie ein Fremder fühlte.”
Das Lexikon des Internationalen Films dekretierte kurz: „Sentimentaler Wiener Schmäh.“